# Helenowo Nowe
Helenowo Nowe – wieś w Polsce położona w województwie mazowieckim, w powiecie przasnyskim, w gminie Przasnysz.
Helenowo Nowe jest wsią sołecką. 
| SIMC    | Nazwa             | Rodzaj     |
| ------- | ----------------- | ---------- |
| 0518033 | Helenowo-Gadomiec | przysiółek |

W latach 1975–1998 miejscowość administracyjnie należała do województwa ostrołęckiego.